# Molophilus spinilobatus
Molophilus spinilobatus är en tvåvingeart som beskrevs av Alexander 1969. Molophilus spinilobatus ingår i släktet Molophilus och familjen småharkrankar. Inga underarter finns listade i Catalogue of Life.